# Catherine Skinner
Catherine Skinner (Mansfield (Austrália), 11 de fevereiro de 1990) é uma atiradora olímpica australiana, campeã olímpica.

## Carreira
Catherine Skinner representou a Austrália nas Olimpíadas de 2016, conquistou a medalha de ouro na fossa olímpica.